# Singing in the Car
Singing in the Car è stato un game show televisivo a premi italiano, prodotto da Magnolia e andato in onda dal 5 settembre 2016 al 23 giugno 2017 su TV8 dal lunedì al venerdì, nella fascia di access prime time, con la conduzione di Lodovica Comello. 
Dal settembre 2018 è trasmesso in replica su Sky Uno.

## Il programma
Il format è stato creato da Magnolia, la quale prese spunto dal contenitore Carpool Karaoke del programma The Late Late Show with James Corden del presentatore omonimo, in onda sulla CBS, ed unisce il karaoke in auto con elementi dei classici quiz e giochi televisivi.
Il programma è stato trasmesso dal 5 settembre 2016 dal lunedì al venerdì su TV8 nell'access prime time, dalle 20:30 alle 21:15 circa, per tre cicli di puntate. Per la conduzione è stata scelta Lodovica Comello, già conduttrice di Italia's Got Talent.
Dopo aver occupato la fascia dell'access prime time del canale in alternanza con Edicola Fiore di Fiorello per più volte durante tutta la stagione televisiva 2016-2017, il programma sparisce dai palinsesti della stagione successiva, al suo posto viene trasmesso il game show Guess My Age - Indovina l'età, condotto da Enrico Papi.

## Meccanismo
In ogni puntata del programma partecipano due concorrenti dentro un'autovettura di marca Kia (una Sportage oppure una Niro) fisicamente guidata dalla conduttrice (a bassa velocità ed in condizioni di sicurezza speciali) lungo le strade di Milano. Ogni giocatore, attraverso quattro prove, può vincere un montepremi massimo di 3.000 €.

### Prima manche: Ho perso le parole
Dopo essere salito sull'automobile, il concorrente, in questa manche, deve cantare una canzone leggendone un testo dal quale sono state rimosse dieci parole, che deve indovinare. Ad ogni parola indovinata, il giocatore guadagna 50 €. Questo gioco permette di accumulare fino ad un massimo di 500 €.

### Seconda manche: Lasciatemi cantare
In questa manche il giocatore deve cantare una canzone utilizzando un microfono collegato ad un software che misura, in percentuale, quanto le note eseguite sono intonate e quanto chi canta segue il tempo della melodia. Al termine della prova il risultato percentuale di note cantate correttamente e di andatura a tempo di musica viene moltiplicato per dieci ed il valore ottenuto corrisponde alla somma che va ad aggiungersi al bottino del concorrente. Questo gioco permette di guadagnare fino ad un massimo di 1.000 €.

### Terza manche: Il raddoppio
In questa manche il concorrente ha la possibilità di raddoppiare il montepremi accumulato nei primi due giochi. Si tratta di un gioco diverso per ogni concorrente, scelto tra:
- Your Song: il concorrente deve cantare la sua canzone preferita (senza avere a disposizione il testo da leggere) e, contemporaneamente, fare strane cose che lo disturbano, come bere un'intera bottiglia di una bevanda molto piccante, tenere delle uova in equilibrio, far scoppiare un certo numero di palloncini, mangiare un intero pacchetto di caramelle, attaccarsi delle mollette in faccia ecc.. Se il concorrente non riesce a completare la particolare azione che deve compiere entro la fine della canzone, il montepremi non raddoppia.
- Tutti i miei sbagli: viene cantata una canzone con dieci parole sbagliate nel testo (diverse rispetto al testo originale), che il concorrente deve indovinare e segnalare premendo un pulsante. È concesso un massimo di due errori, al terzo il gioco è perso (si considera errore sia quando non si preme il pulsante con una parola sbagliata sia quando lo si preme con una parola giusta). La canzone viene cantata da un ospite, spesso legato direttamente ad essa (ad eccezione di quattro puntate della prima edizione, in cui non è stato presente nessun ospite ed il brano è stato cantato dalla conduttrice).
- Please don't stop the music: il concorrente deve cantare una canzone durante la quale, per tre volte, la melodia si interrompe e il concorrente deve continuare a cantare a cappella, cercando di mantenere il ritmo corretto del brano e di riprendere raccordandosi correttamente con la melodia quando essa ricomincia. È permesso un solo errore (se si va fuori tempo per due volte il montepremi non viene raddoppiato).
- Stop! Dimentica: in questo gioco, introdotto nella seconda edizione, il concorrente deve cantare una canzone evitando di pronunciare quattro parole, indicate dalla conduttrice prima dell'inizio del gioco, quando sono presenti nel testo (ognuna è presente una sola volta), ed alzando una paletta con un simbolo di STOP quando tali parole compaiono. Per vincere il gioco è permesso un solo errore (si considera errore sia quando si pronuncia una parola da omettere sia quando si omette una parola che non è tra le quattro).
- Let’s get loud: in questa prova, introdotta nella seconda edizione, il giocatore deve cantare una canzone leggendone un testo in cui, durante l'esecuzione, alcune parole si illuminano di quattro colori diversi, ad ognuno dei quali è associato uno strumento musicale. Il concorrente ha gli strumenti a disposizione e, ogni volta che una parola si illumina di uno dei colori, deve suonare lo strumento ad esso corrispondente. È concesso un massimo di due errori (si considera errore quando si suona uno strumento che non corrisponde al colore della parola illuminata al momento, quando non si suona nessuno strumento mentre una parola è illuminata e quando si suona un qualsiasi strumento mentre non è illuminata nessuna parola), al terzo errore non si raddoppia.

Il gioco della terza manche viene scelto di volta in volta dalla conduttrice per il primo dei due concorrenti di ogni puntata, mentre per il secondo concorrente è sempre Tutti i miei sbagli.

### Manche finale: What's My Name
In questa manche finale, il concorrente deve ascoltare una serie di canzoni in sequenza e, in 90 secondi, indovinare gli interpreti (e non i titoli) di dieci di tali brani; se non sa rispondere o sbaglia si passa ad una nuova canzone (le canzoni non indovinate non vengono riproposte). Al termine della prova il giocatore scende dall'auto e, se ha indovinato dieci interpreti, vince il montepremi accumulato, altrimenti non vince nulla.

## Edizioni
| Edizione | Periodo        | Inizio           | Fine           | Conduzione       | Telespettatori | Share | Puntate |
| -------- | -------------- | ---------------- | -------------- | ---------------- | -------------- | ----- | ------- |
| 1        | Autunno 2016   | 5 settembre 2016 | 3 ottobre 2016 | Lodovica Comello | 295.000        | 1,25% | 20      |
| 2        | Inverno 2017   | 23 gennaio 2017  | 19 marzo 2017  | Lodovica Comello | 271.000        | 1,04% | 35      |
| 3        | Primavera 2017 | 22 maggio 2017   | 23 giugno 2017 | Lodovica Comello | 159.000        | 0,79% | 25      |

### Prima stagione (Autunno 2016)
| Puntata | Data              | Ospite                | Telespettatori | Share |
| ------- | ----------------- | --------------------- | -------------- | ----- |
| 1       | 5 settembre 2016  | Francesco Facchinetti | 237.000        | 1,00% |
| 2       | 6 settembre 2016  | Chiara Galiazzo       | 184.000        | 0,80% |
| 3       | 7 settembre 2016  | Andrea Delogu         | 372.000        | 1,60% |
| 4       | 8 settembre 2016  | Frank Matano          | 226.000        | 1,00% |
| 5       | 9 settembre 2016  | Joe Bastianich        | 232.000        | 1,10% |
| 6       | 12 settembre 2016 | Emis Killa            | 326.000        | 1,40% |
| 7       | 13 settembre 2016 | -                     | 273.000        | 1,20% |
| 8       | 14 settembre 2016 | Álvaro Soler          | 298.000        | 1,30% |
| 9       | 15 settembre 2016 | -                     | 176.000        | 0,80% |
| 10      | 16 settembre 2016 | Ivana Spagna          | 308.000        | 1,30% |
| 11      | 19 settembre 2016 | Jake La Furia         | 298.000        | 1,20% |
| 12      | 20 settembre 2016 | Valerio Scanu         | 330.000        | 1,40% |
| 13      | 21 settembre 2016 | -                     | 335.000        | 1,33% |
| 14      | 22 settembre 2016 | Guido Meda            | 335.000        | 1,50% |
| 15      | 23 settembre 2016 | Giò Sada              | 344.000        | 1,50% |
| 16      | 26 settembre 2016 | Pupo                  | 349.000        | 1,37% |
| 17      | 27 settembre 2016 | Paola Iezzi           | 314.000        | 1,30% |
| 18      | 28 settembre 2016 | Guillermo Mariotto    | 340.000        | 1,40% |
| 19      | 30 settembre 2016 | Debora Villa          | 302.000        | 1,30% |
| 20      | 3 ottobre 2016    | -                     | 328.000        | 1,30% |
| 21      | 7 ottobre 2016    | Best of               |                |       |
| MEDIA   | MEDIA             | MEDIA                 | 295.000        | 1,25% |

### Seconda stagione (Inverno 2017)
| Puntata | Data             | Ospite                | Telespettatori | Share |
| ------- | ---------------- | --------------------- | -------------- | ----- |
| 1       | 23 gennaio 2017  | Anna Tatangelo        | 340.000        | 1,30% |
| 2       | 24 gennaio 2017  | Massimiliano Rosolino | 340.000        | 1,30% |
| 3       | 25 gennaio 2017  | Fausto Leali          | 183.000        | 0,70% |
| 4       | 26 gennaio 2017  | Rocío Muñoz Morales   | 230.000        | 0,90% |
| 5       | 27 gennaio 2017  | Cristiano Malgioglio  | 288.000        | 1,10% |
| 6       | 30 gennaio 2017  | Marcella Bella        | 394.000        | 1,50% |
| 7       | 31 gennaio 2017  | Le Donatella          | 219.000        | 0,80% |
| 8       | 1º febbraio 2017 | Riccardo Fogli        | 289.000        | 1,20% |
| 9       | 2 febbraio 2017  | Mietta                | 293.000        | 1,10% |
| 10      | 3 febbraio 2017  | Raf                   | 216.000        | 0,90% |
| 11      | 13 febbraio 2017 | Cristina D'Avena      | 299.000        | 1,10% |
| 12      | 14 febbraio 2017 | Fabio Troiano         | 288.000        | 1,10% |
| 13      | 15 febbraio 2017 | Katia Follesa         | 263.000        | 1,00% |
| 14      | 17 febbraio 2017 | Rossella Brescia      | 300.000        | 1,20% |
| 15      | 19 febbraio 2017 | Fiordaliso            | N/C            | N/C   |
| 16      | 20 febbraio 2017 | Francesco Sarcina     | 280.000        | 1,00% |
| 17      | 21 febbraio 2017 | Barbara Foria         | 349.000        | 1,30% |
| 18      | 22 febbraio 2017 | Claudio Bisio         | 204.000        | 0,80% |
| 19      | 24 febbraio 2017 | Claudio Lippi         | N/C            | N/C   |
| 20      | 26 febbraio 2017 | Raimondo Todaro       | 237.000        | 1,00% |
| 21      | 27 febbraio 2017 | Nadia Rinaldi         | 333.000        | 1,20% |
| 22      | 28 febbraio 2017 | Syria                 | 188.000        | 0,70% |
| 23      | 1º marzo 2017    | Attilio Fontana       | 289.000        | 1,10% |
| 24      | 2 marzo 2017     | Jo Squillo            | 216.000        | 0,80% |
| 25      | 3 marzo 2017     | Giorgia Würth         | 329.000        | 1,30% |
| 26      | 6 marzo 2017     | Alessandro Cattelan   | 297.000        | 1,10% |
| 27      | 7 marzo 2017     | Donatella Rettore     | 209.000        | 0,80% |
| 28      | 8 marzo 2017     | Giusy Versace         | 225.000        | 0,90% |
| 29      | 10 marzo 2017    | Alessandro Borghese   | 310.000        | 1,20% |
| 30      | 12 marzo 2017    | Ron                   | N/C            | N/C   |
| 31      | 13 marzo 2017    | Filippa Lagerbäck     | 214.000        | 0,80% |
| 32      | 14 marzo 2017    | Serena Rossi          | 202.000        | 0,80% |
| 33      | 15 marzo 2017    | Marisa Passera        | 220.000        | 0,90% |
| 34      | 17 marzo 2017    | Michele Bravi         | 298.000        | 1,20% |
| 35      | 19 marzo 2017    | Stefano Meloccaro     | 318.000        | 1,30% |
| MEDIA   | MEDIA            | MEDIA                 | 271.000        | 1,04% |

### Terza stagione (Primavera 2017)
| Puntata | Data           | Ospite               | Telespettatori | Share |
| ------- | -------------- | -------------------- | -------------- | ----- |
| 1       | 22 maggio 2017 | Rita Pavone          | 173.000        | 0,70% |
| 2       | 23 maggio 2017 | I Cugini di Campagna | 187.000        | 0,80% |
| 3       | 25 maggio 2017 | Arisa                | 162.000        | 0,70% |
| 4       | 26 maggio 2017 | Fabio Canino         | 154.000        | 0,70% |
| 5       | 28 maggio 2017 | Alessio Bernabei     | 172.000        | 0,80% |
| 6       | 29 maggio 2017 | Iva Zanicchi         | 158.000        | 0,70% |
| 7       | 30 maggio 2017 | Luigi Mastrangelo    | 141.000        | 0,60% |
| 8       | 31 maggio 2017 | Chiara Iezzi         | 142.000        | 0,70% |
| 9       | 1º giugno 2017 | Marianne Mirage      | 137.000        | 0,70% |
| 10      | 2 giugno 2017  | Ricchi e Poveri      | 140.000        | 0,80% |
| 11      | 5 giugno 2017  | Marco Carta          | 186.000        | 0,80% |
| 12      | 6 giugno 2017  | Guglielmo Scilla     | 141.000        | 0,60% |
| 13      | 7 giugno 2017  | Valeria Marini       | 141.000        | 0,60% |
| 14      | 8 giugno 2017  | Diego Passoni        | 147.000        | 0,70% |
| 15      | 9 giugno 2017  | Deborah Iurato       | 148.000        | 0,80% |
| 16      | 12 giugno 2017 | Orietta Berti        | 267.000        | 1,30% |
| 17      | 13 giugno 2017 | Niccolò Torielli     | 168.000        | 0,80% |
| 18      | 14 giugno 2017 | Lucia Ocone          | 146.000        | 0,70% |
| 19      | 15 giugno 2017 | Fred De Palma        | 177.000        | 0,90% |
| 20      | 16 giugno 2017 | Carmen Russo         | 158.000        | 0,90% |
| 21      | 19 giugno 2017 | Giovanni Caccamo     | 138.000        | 0,60% |
| 22      | 20 giugno 2017 | Corinne Cléry        | 162.000        | 0,80% |
| 23      | 21 giugno 2017 | Giusy Ferreri        | 149.000        | 0,80% |
| 24      | 22 giugno 2017 | Francesco Baccini    | 167.000        | 0,80% |
| 25      | 23 giugno 2017 | Soul System          | 114.000        | 0,60% |
| MEDIA   | MEDIA          | MEDIA                | 159.000        | 0,79% |